# Ledovec Fiescher

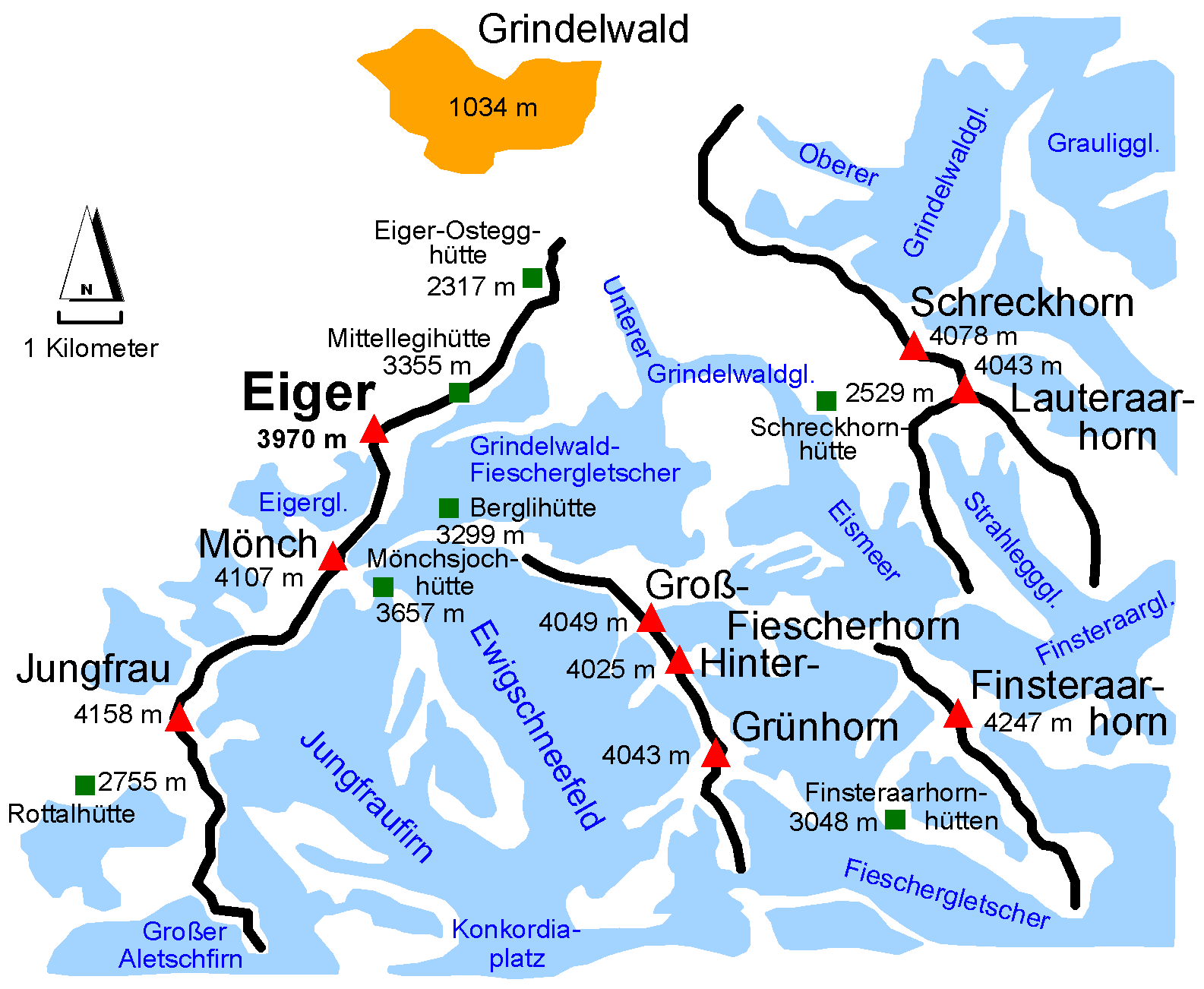
Tato mapa ukazuje ledovec Fiescher vpravo dole s Finsteraarhornhütte těsně nad a ledovcem Grindelwald-Fiescher uprostřed.

Ledovec Fiescher (německy Fieschergletscher) je údolní ledovec na jižní straně Bernských Alp v kantonu Valais ve Švýcarsku. V roce 2012 měl na délku 14,7 km a byl tak druhým nejdelším ledovcem v Alpách po sousedním Aletschským ledovci. Je však poměrně úzký, takže z hlediska rozlohy je to téměř 30 km² (2017) je po Aletschském ledovci a ledovci Gorner pouze třetím plošně největším ledovcem v Alpách.

## Umístění
Ledovec Fiescher začíná v nadmořské výšce kolem 4000 m na východním svahu Gross Fiescherhorn. Poté, co klesne na 2 km o 700 m, pokračuje pouze mělkým svahem na jihovýchod, lemovaný ze západu Gross Grünhornem (4044 m) a Gross Wannenhornem (3906 m) a z východu Finsteraarhornem (4274 m). Z obou stran do něj ústí malé přítokové ledovce. Na jižním úpatí hory Finsteraarrothorn (3530 m) se připojuje z východu systém z celkem 5 km dlouhých ledovců Studer a Galmi, které jsou téměř stejně široké jako ledovec Fiescher.

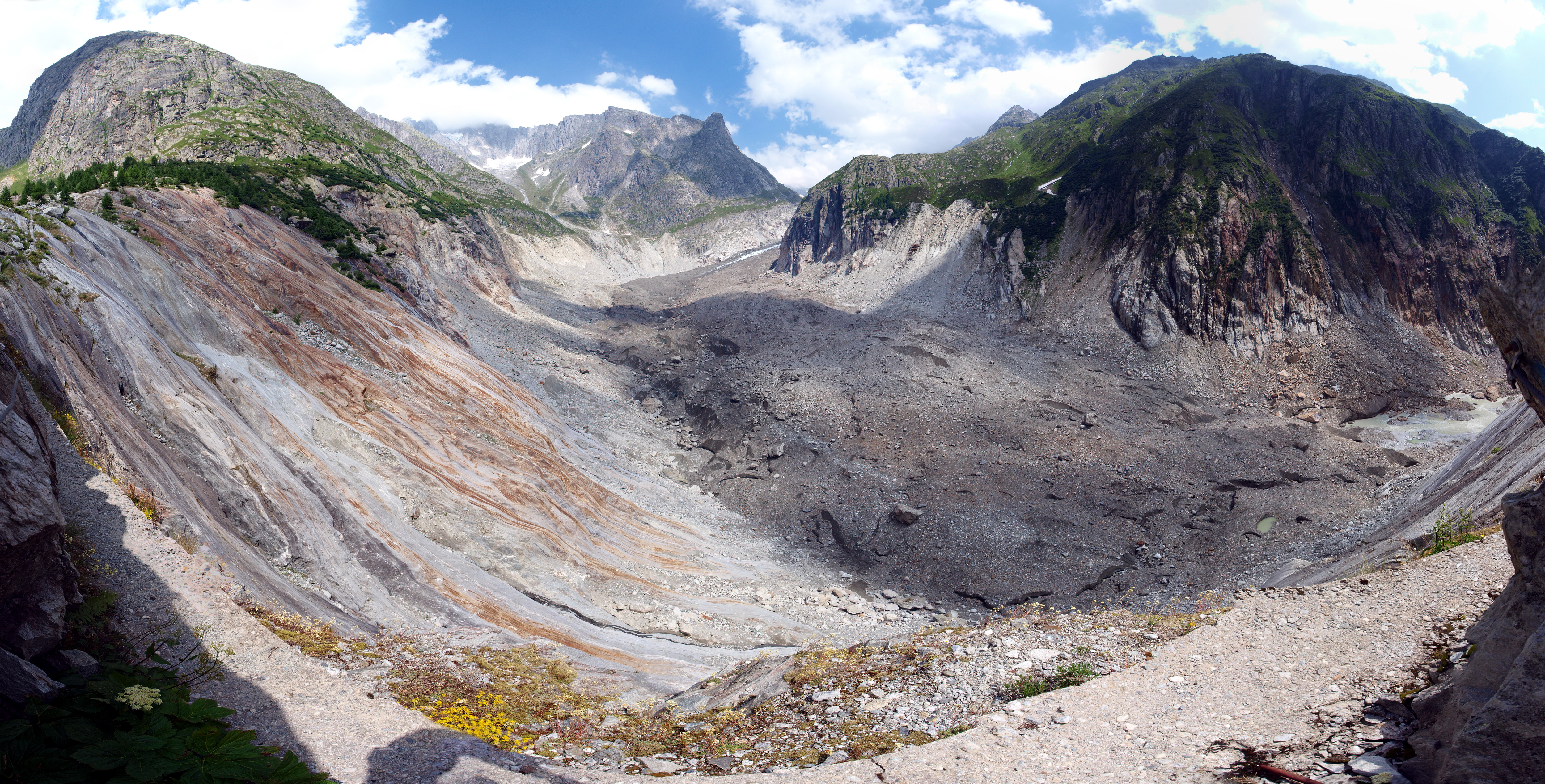
Čelo ledovce Fiescher a jeho odtok, bílá voda

V dolní části protéká ledovec Fiescher na jih hlubokým údolím mezi Wannenhornem na západě a hřebenem Wasenhorn na východě. V létě, kdy se vrstva sněhu taví, je zde vidět jako šedý ledovec pokrytý sutí centrálních morén a horninami, které sklouzly ze strmých svahů. Čelo ledovce je v současné době o něco méně než 1700 m severně od Burgu (severní konec skalní bašty zvané také Titter ve spodní části). To je místo, kde vystupuje ledovec Weisswasser, který se vlévá do Rhony u Fieschu .

## Vývoj
| rok          | 1850 | 1973 | 1999/2000 | 2012         |
| Plocha (km²) | 37,4 | 34,2 | 31,2      | 29,75 (2017) |
| Délka (km)   | 17,1 | 15,4 | 15,0      | 14,7         |

## Chata Finsteraarhornhütte
Na jihozápadním svahu Finsteraarhornu kolem 100 m nad ledovcem Fiescher, ve výšce 3048 m stojí Finsteraarhornhütte Švýcarského alpského klubu. Často se používá jako zastávka prodloužených několikadenních výletů po ledovcí pod Jungfraujoch nebo cestou z Lötschental do Grimselpass.
Ledovec Fiescher nelze zaměňovat s ledovcem severně od Fiescherhörneru, který se vlévá do ledovce Lower Grindelwald, který mapa také označuje jako ledovec Fiescher a který se také označuje jako ledovec Grindelwald-Fiescher, aby se odlišil od ledovce Valais Fiescher.

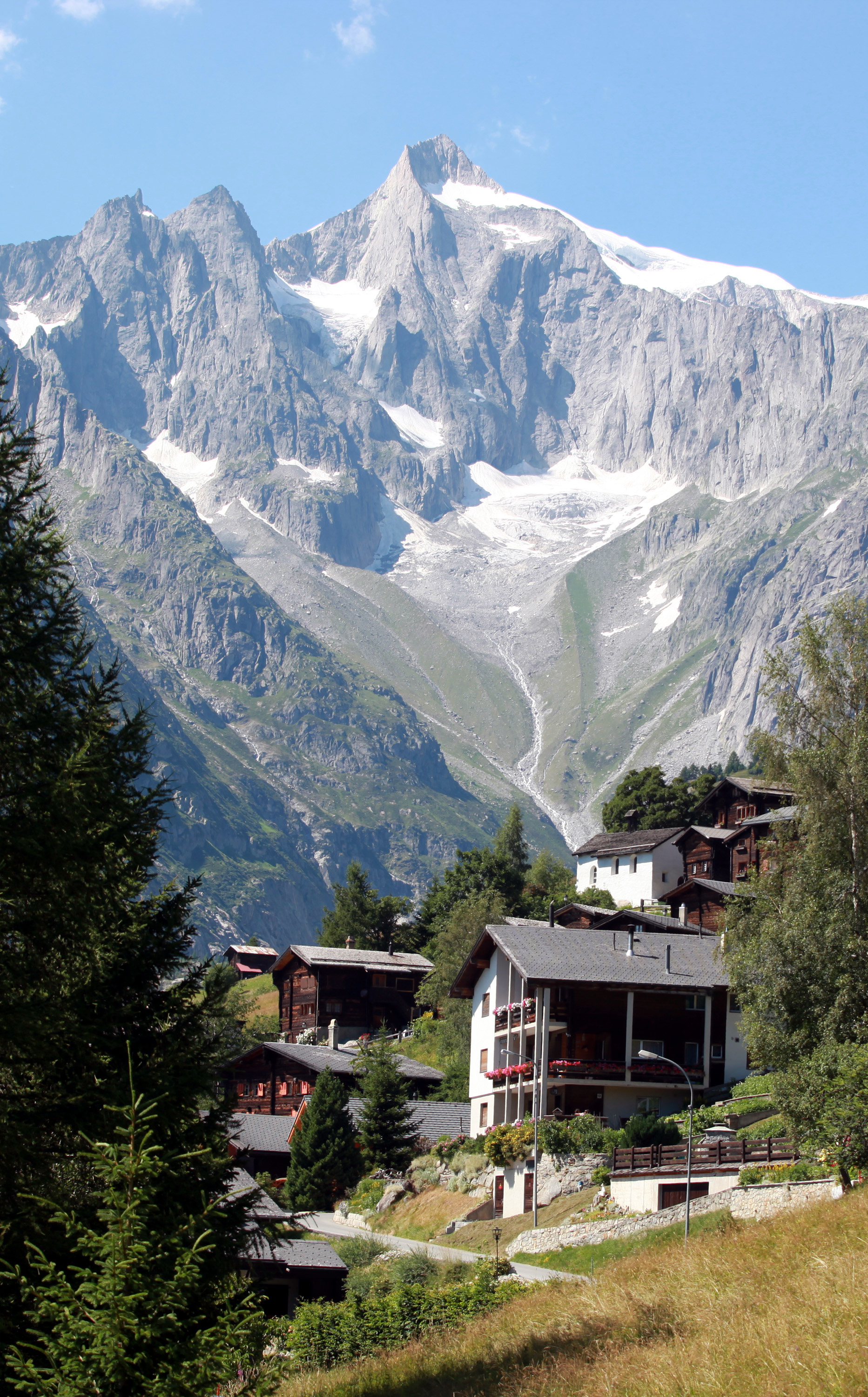
V roce 2010 není na ledovce vidět.
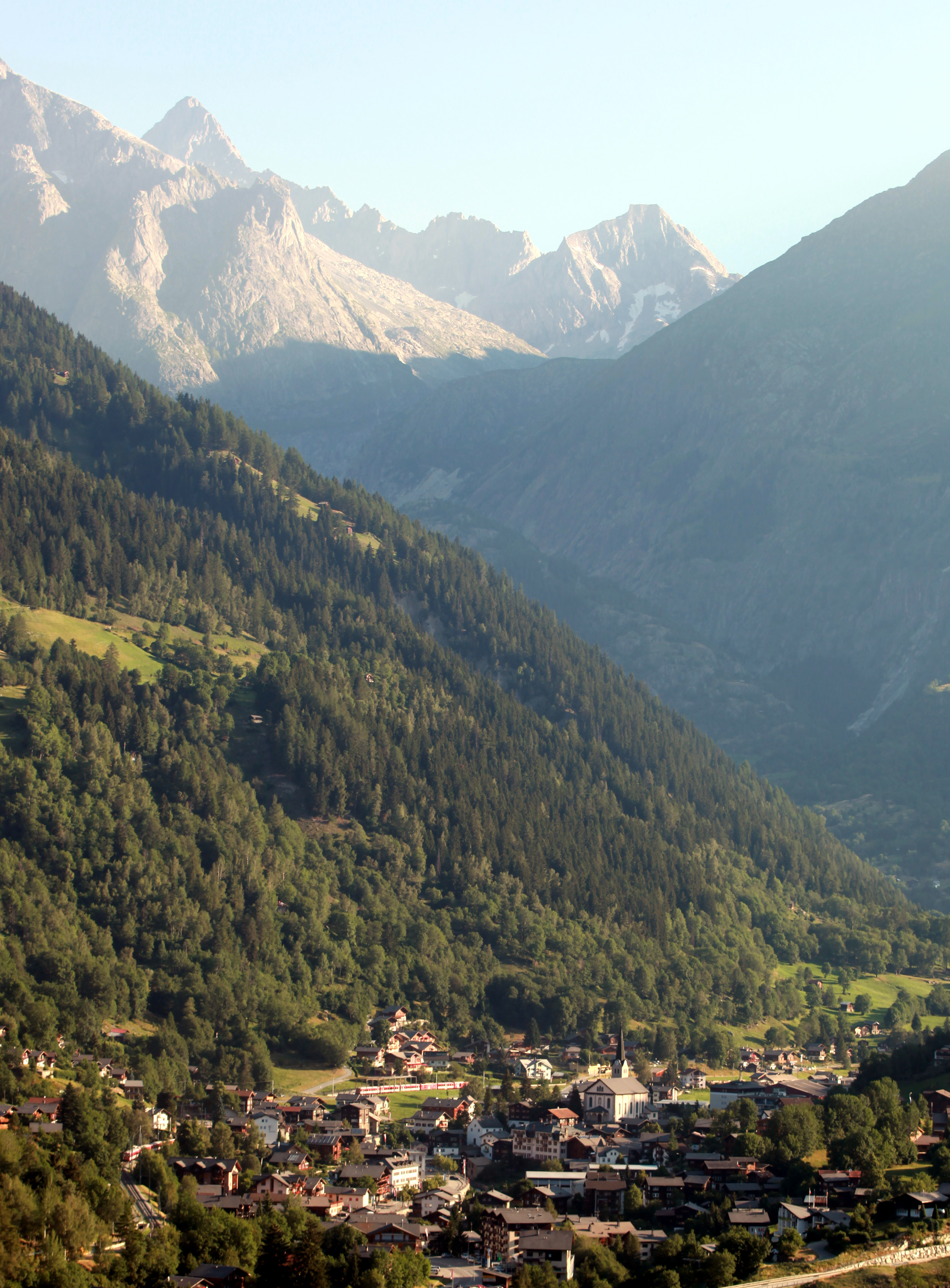
Ledovec v roce 2010